# Allium cyaneum
Allium cyaneum — вид рослин з родини амарилісових (Amaryllidaceae); поширений у Тибеті, Ганьсу, зх. Хубей, Нінся, Цинхай, Шеньсі, Сичуань (Китай).

## Опис
Цибулини скупчені, циліндричні, діаметром 0.2–0.4(0.6) см; оболонка темно-коричнева. Листки коротші або довші від стеблини, 1.5–2.5 мм завширшки, півциліндричні, жолобчасті. Стеблина 10–30(45) см, циліндрична, вкрита листовими піхвами лише в основі. Оцвітина синя; сегменти від яйцюватих до довгасто-яйцюватих, 4–6.5 × 2–3 мм, внутрішні трохи довші, ніж зовнішні.

## Поширення
Поширення: Тибет, Ганьсу, західний Хубей, Нінся, Цинхай, Шеньсі, Сичуань (Китай); можливо, зростає в Кореї.
Населяє узлісся, схили, луки; на висотах 2100–5000 м.